# Иво Михайлов
Иво Стефанов Михайлов е български футболист, полузащитник. Роден е на 10 март 1977 г. в Кюстендил. Син е на бившия футболист на ЦСКА и двукратен шампион на страната Стефан Михайлов, с чийто гол „червените“ победиха големия тим на „Аякс“ през 1973 г. Висок е 181 см и тежи 82 кг. Играл е за ЦСКА, Янтра, Велбъжд 1919 (Кюстендил) (стария Велбъжд), Спартак (Варна), Черно море, Локомотив (Пловдив) и Беласица. От есента на 2006 г. е в ПФК Велбъжд (Кюстендил) (бивш Велбъжд (Слокощица), играещ в Западната Б футболна група).
Шампион на България през 2004 с Локомотив (Пловдив) и бронзов медалист през 2005 г. Носител на Суперкупата през 2004 г. В евротурнирите за Локомотив (Пд) е изиграл 6 мача (2 за КЕШ и 4 мача за купата на УЕФА). Има 11 мача за младежкия национален отбор.

## Статистика по сезони
- Янтра – 1994/ес. - Б група, 8/1
- Велбъжд 1919 – 1994/95 – Б група, 21/8
- Велбъжд 1919 – 1995/96 – A група, 26/2
- Велбъжд 1919 – 1996/97 – A група, 23/2
- Велбъжд 1919 – 1997/98 – A група, 28/2
- Спартак (Вн) – 1998/ес. - A група, 6/1
- Черно море – 1999/пр. - Б група, 11/4
- Черно море – 1999/00 – Б група, 30/14
- Черно море – 2000/01 – A група, 23/1
- Черно море – 2001/02 – A група, 34/1
- Черно море – 2002/03 – A група, 15/2
- Локомотив (Пд) – 2003/04 – A група, 19/2
- Локомотив (Пд) – 2004/05 – A група, 19/1
- Локомотив (Пд) – 2005/ес. - A група, 3/0
- Беласица – 2006/пр. - A група, 3/1
- ПФК Велбъжд Кюстендил – 2006/ес. - Западна Б футболна група, 8/1